# Klaus Schulze Welberg
Klaus Schulze-Welberg  (Eigenschreibweise und bekannter unter Klaus Schulze Welberg, * 1961) ist ein deutscher Musiker, Komponist, Texter, Bassist, Comedy-Autor und Autor.

## Leben und Wirken
Unter dem Namen Klaus Schulze Welberg und unter dem Pseudonym „Amaretto“ veröffentlicht er seine Werke und arbeitet für diverse TV-Produktionen und Sender sowie exklusiv als Komponist und Texter für Mickie Krause. Er schrieb den deutschen Text zu „Schatzi, schenk mir ein Foto“, „Jan Pillemann Otze“, „Nur noch Schuhe an“, komponierte und textete unter anderem „Geh mal Bier hol’n, du wirst schon wieder häßlich“, „Finger weg von Sachen ohne Alkohol“ und „Geh doch zu Hause, du alte Scheiße“.
Dazu passte er Kölner Karnevalshits wie „Für die Ewigkeit“ von Torben Klein oder „Eine Woche wach“ („een Woch lang wach“ / Funky Maries) textlich an Mickie Krause an.
Für „Ole ohne Kohle“ von Berlin Tag und Nacht komponierte und textete er „Ich bin kein Model und kein Superstar“. Für die Martina Hill Show komponierte und textete er unter anderem „Mein Lieblingstier ist die Bratwurst“ und „Mach doch mal Urlaub in der eigenen Hose“ für Die Amigas.
Er lebt auf einem Bauernhof in Darup.

## Auszeichnungen
Goldene Schallplatte
- Mickie Krause: „Schatzi, schenk mir ein Foto“[4]
- Mickie Krause: „Geh mal Bier holen, du wirst schon wieder häßlich“[4]